# Tyvelänsaari
Tyvelänsaari är en ö i Finland. Den ligger i sjön Saraavesi och i kommunen Laukas i den ekonomiska regionen  Jyväskylä ekonomiska region  och landskapet Mellersta Finland, i den centrala delen av landet, 250 km norr om huvudstaden Helsingfors. Öns area är 10,3 hektar och dess största längd är 0,7 kilometer i nord-sydlig riktning.